# Clubes de trabajadores
Los Clubes de trabajadores (a veces equipos de empresa) es un término que se refiere a las entidades deportivas que reciben apoyo financiero y en ocasiones los jugadores también son empleados de la sociedad matriz.

## Fútbol
Varios clubes del fútbol profesional del Reino Unido se formaron como equipos de obreros, como el Manchester United (equipo del almacén de la Lancashire and Yorkshire Railway el Newton Heath) y Livingston FC (fundado como Ferranti Thistle). Algunos clubes semiprofesionales retienen los nombres de sus empresas, como el Airbus UK, Cammell Laird y el Vauxhall Motors.
Varios clubes de Argentina también fueron fundados por trabajadores de las obras de compañías de ferrocarriles de propiedad británica, incluyendo Rosario Central, Talleres de Córdoba, Ferro Carril Oeste, Club Ferrocarril Midland y Club Atlético Central Córdoba, mientras que varios equipos europeos también fueron creados por empresas PSV Eindhoven (Philips), FC Sochaux-Montbéliard (Peugeot), Bayer Leverkusen (Bayer) o VFL Wolfsburg (Volkswagen).
Los equipos de empresas son comunes en Japón, con varios clubes en la J1 League como (por ejemplo, Yokohama F. Marinos, que fue en su origen el Nissan FC). Algunos ejemplos actuales incluyen el Honda FC, Mitsubishi Motors Mizushima y el Sagawa Printing. Los equipos de las mayores empresas japonesas pueden competir en la Japan Football League, de facto la tercera división nacional, la J. League especifica equipos de trabajadores formados por jugadores no profesionales.

## Competiciones a motor
En automovilismo, un equipo oficial es aquel que cuenta con apoyo de una fabricantes de automóviles, mientras que sus conductores se conocen como pilotos de fábrica.

## Rugby
En rugby, los clubes de empresas se centran en Asia. La Top League de Japón cuenta con equipos como el Suntory Sungoliath, Toyota Verblitz y IBM Big Blue. Samsung cuenta con un equipo en la liga coreana.